# Versailles
Versaillesⓘ [vɛʀˈsɑːj] ist eine französische Stadt in der Region Île-de-France mit etwa 85.000 Einwohnern. Sie ist Verwaltungssitz (französisch chef-lieu) des Départements Yvelines (78) und seit 1801 Sitz des Bistums Versailles. Der elegante Wohnort im Einzugsbereich von Paris ist auch Garnisonsstadt und einer der bedeutendsten Fremdenverkehrsorte des Landes. Er ist weltweit bekannt für das größtenteils für den „Sonnenkönig“ Ludwig XIV. im 17. Jahrhundert erbaute Schloss Versailles und den dort unterzeichneten Friedensvertrag von Versailles von 1919.
Die Einwohner werden auf Französisch Versaillais genannt.

## Geographie

### Lage
Versailles liegt ca. 16 km südwestlich des Zentrums von Paris, eingebettet in ein hufeisenförmiges Tal, das eine vom linken Ufer der Seine aufsteigende Hochebene durchschneidet. Dieses im Südosten bei Viroflay geschlossene und zum Nordwesten geöffnete, bis weit über Villepreux hinausreichende Tal erreicht seine breiteste Ausdehnung zwischen Rocquencourt und Satory. In seiner Mitte erheben sich zwei kleine Hügel: der früher höhere Montboron, der im Zuge des fortschreitenden Schlossbaus teilweise abgetragen wurde, und der Hügel Saint-Antoine.
Die waldreichen Talhänge bilden mit dem Bois des Fonds des Maréchaux und dem Bois des Fausses Reposes im Norden, den Wäldern von Viroflay und Meudon im Osten und den Wäldern von Gonards und Satory im Süden noch immer eine grüne Krone um Versailles. In früheren Zeiten erstreckten sie sich bis an den späteren Paradeplatz und das heutige Schlossgitter.

### Bodenbeschaffenheit
Der geologische Untergrund des Tales besteht aus kreidezeitlichem Kalkstein. Darüber liegen eine quartäre Tonschicht und eine aus Sand bestehende Anhöhe, auf der das Schloss errichtet wurde. Von der auf dem Montboron liegenden Wasserscheide fließt einer der zwei Ru genannten Bäche im Süden am Fuß des Talhanges entlang (ru de Marival), während der andere sich früher westlich des Schlosses ausgebreitet und – bedingt durch den undurchlässigen Boden – ein Sumpfgebiet mit mehreren Tümpeln gebildet hat. Die bedeutendsten Wasserflächen waren der im Norden beim inzwischen verschwundenen gleichnamigen Dorf gelegene Étang de Clagny (Teich oder Weiher von Clagny) und ein Wasserloch im Bereich des noch heute bestehenden zweiten Küchengartens. Westlich des jetzigen Schweizersees lag ein weiterer Tümpel mit dem vielsagenden Namen Étang puant (stinkender Teich). Die endgültige Trockenlegung dieser Sümpfe erfolgte erst in der Zeit zwischen dem Ende des 17. und der Mitte des 18. Jahrhunderts.

### Klima
Die Beschaffenheit des Geländes, ergänzt durch die nahezu ständig vom Atlantik wehenden Winde, die in das nach Westen weit geöffnete Tal eindringen können, führen dazu, dass die Temperatur in Versailles im Jahresmittel um 3 °C niedriger liegt als in Paris.

### Stadtviertel
Versailles besitzt acht Stadtviertel (quartiers). Schloss und Kathedrale befinden sich im ältesten Quartier, Notre-Dame. Das Quartier Saint-Louis grenzt in Richtung Paris an Notre-Dame an. Die übrigen Quartiers sind Chantiers, Montreuil, Porchefontaine, Clagny-Glatigny, Bernard de Jussieu und Satory.
Da es sich um eine in der Barockzeit geplante Stadtanlage handelt, verläuft das Straßennetz geradlinig und symmetrisch.

## Geschichte
Der Ursprung des Namens ist nicht geklärt. Gelegentlich wird die Vermutung geäußert, er sei im 11. Jahrhundert von dem lateinischen versare (drehen, umdrehen) abgeleitet worden und beziehe sich auf gepflügte (umgedrehte) Erde.
Versailles wurde viel später gegründet als andere, bereits in der gallo-römischen Zeit besiedelte umliegende Orte, möglicherweise aufgrund der vorgenannten ungünstigen geografischen und klimatischen Verhältnisse. Jedenfalls blieb Versailles das gesamte Mittelalter hindurch eine kleine, unbedeutende Ansammlung von wohl eher armseligen Häusern. Im 16. Jahrhundert entwickelte sich der Ort dank seiner Lage an der Kreuzung dreier Straßen zu einem kleinen Marktflecken.

### Ancien Régime

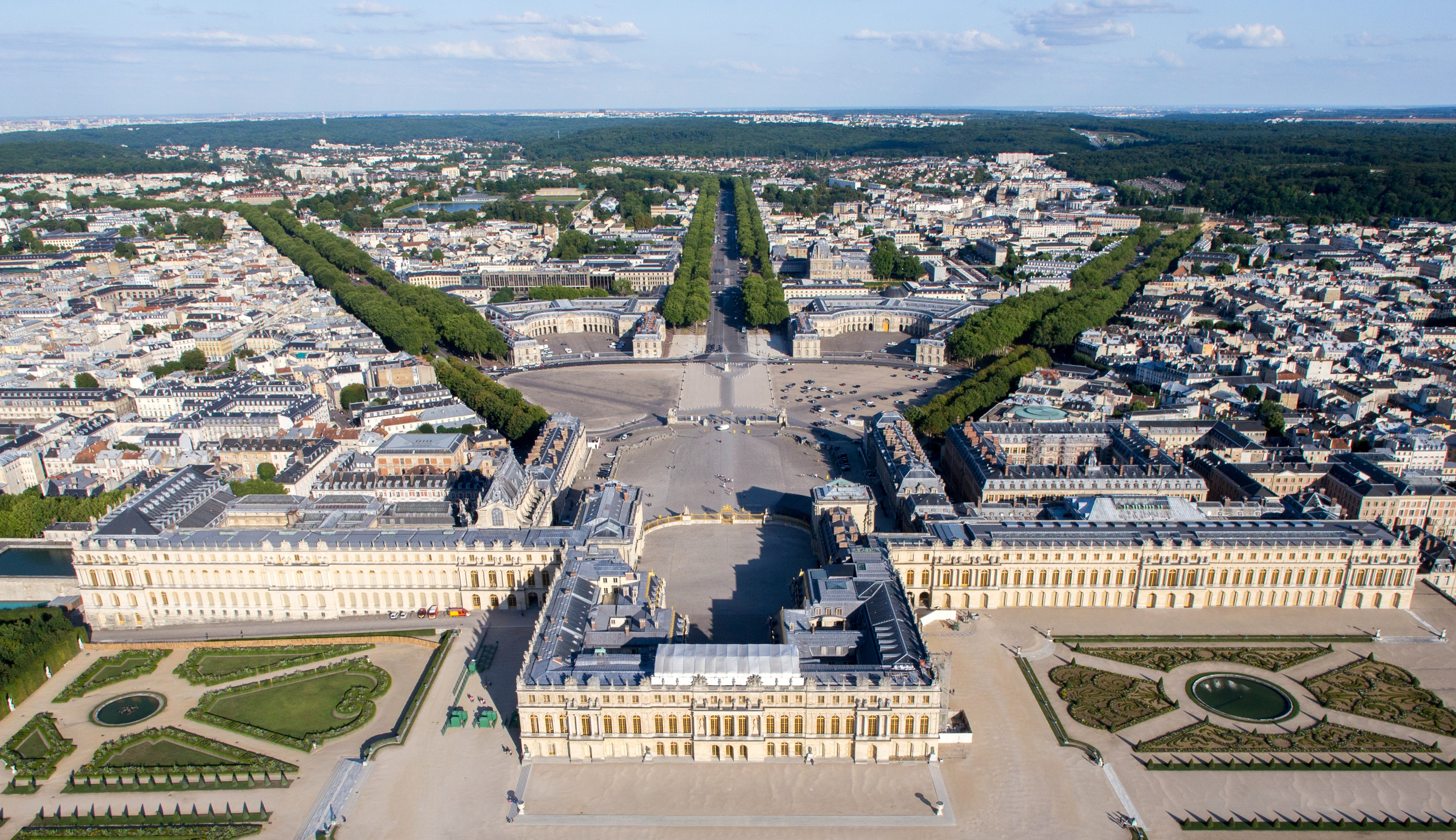
Blick über Schloss Versailles hinweg auf die Stadt

Unter König Ludwig XIV. entwickelte sich Versailles allmählich zum Machtzentrum Frankreichs. Zu Beginn seiner Herrschaft hielt sich der Monarch allerdings jeweils nur für kurze Zeit in Versailles auf. Erst im Jahr 1682 erklärte er den Ort zum ständigen Sitz von Regierung und Hofstaat. Der Ausbau des Jagdschlosses und der Parkanlage seines Vaters Ludwig XIII. begann 1661 und dauerte mehrere Jahrzehnte an. Das Schloss sollte schließlich den absolutistischen Herrschafts- und Ordnungsanspruch visualisieren. Östlich des Schlosskomplexes ließ der König eine neue Ortschaft errichten. Seither wird die Stadt von drei Avenuen gegliedert. Sie verlaufen strahlenförmig auf den Vorplatz des Schlosses zu, die Place d’Armes. Der Straßengrundriss kopiert dabei die seit der Renaissance geläufige Gänsefußform (Patte d’oie). Dieses Muster wurde später auch für den Bau der Stadt Washington angewandt. Trotz der Größe und einiger vorgenommener Erweiterungen des Schlosses konnten nicht alle höfischen Amtsinhaber eine Wohnung im Komplex beziehen. Viele Adlige wichen daher in die Stadt Versailles aus, wo sie entweder zur Miete wohnten oder neue Palais erbauen ließen. Um den hohen Mieten der Stadt entgegenzuwirken, erließ Ludwig XIV. 1671 ein Dekret, das Adlige in Versailles von der Grundsteuer befreite und Verpfändungen von deren Wohnsitzen untersagte.

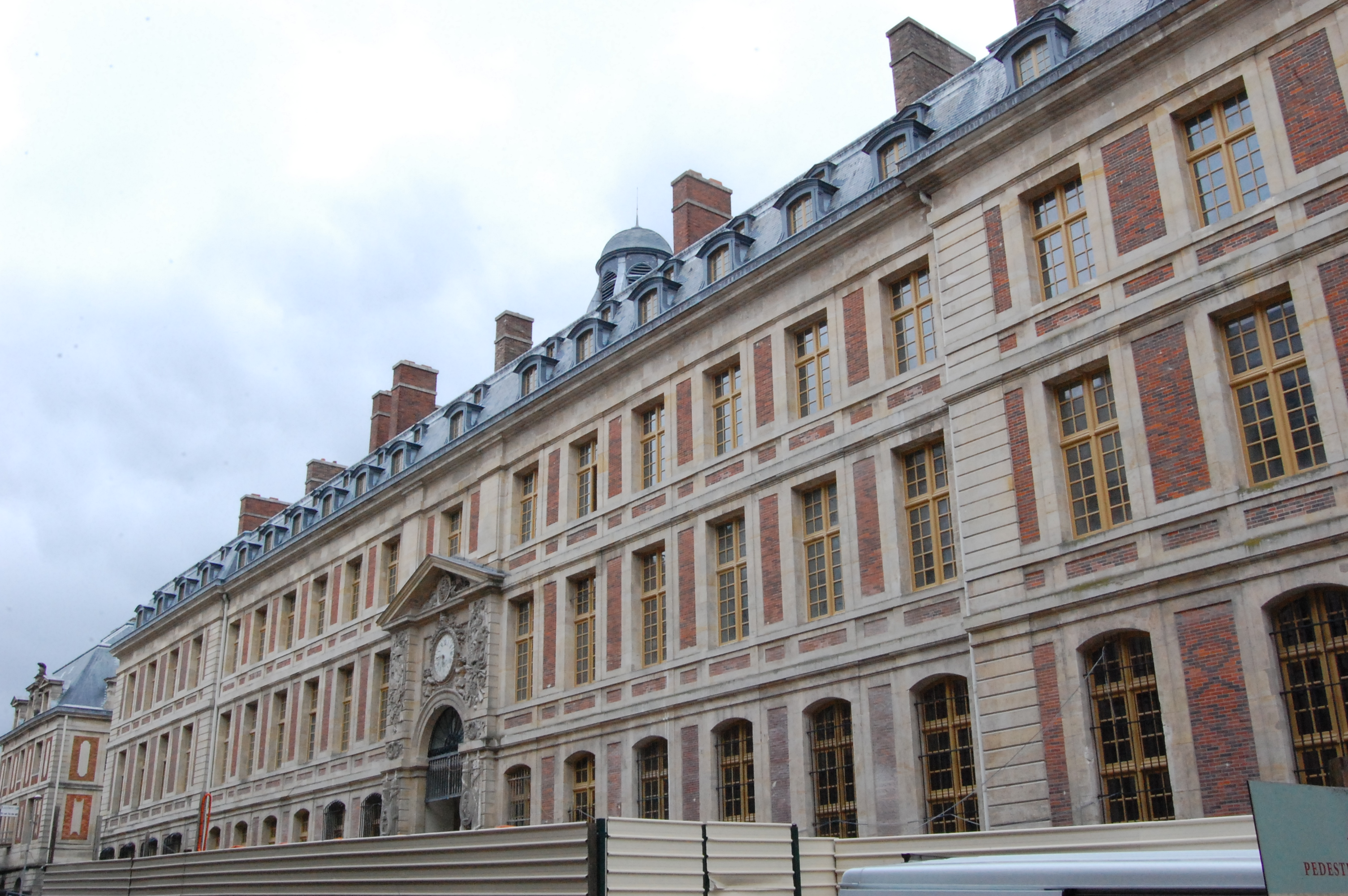
Grand Commun

Dennoch blieben viele hohe Amtsträger wegen ihrer städtischen Wohnung hoch verschuldet. Niedere Höflinge wurden häufig im Grand Commun untergebracht, einem Nebengebäude nahe dem Schloss. Die engen Wohnverhältnisse dort führten regelmäßig zu Konflikten. Im Erdgeschoss befanden sich die Hofküchen und Räume für die Bediensteten des Königs und der Königin. In den darüber liegenden vier Stockwerken lagen die Unterkünfte der niederen Höflinge und deren Dienerschaft. Das Grand Commun beherbergte sowohl große Wohnungseinheiten mit mehreren privaten Räumen als auch Wohnungen, in denen Beamte Vorzimmer und Aufenthaltsraum gemeinsam nutzen mussten. Viele Höflinge ließen sich nicht dauerhaft in Versailles nieder. Ihr Dienst am Hof beschränkte sich oft nur auf wenige Tage in der Woche oder einige Wochen im Jahr. Sie wohnten daher weiterhin hauptsächlich in Paris und dessen näherer Umgebung. In Versailles benötigten sie häufig nur angemietete Unterkünfte, wovon insbesondere die Gastwirtschaft profitierte. Waren dem Polizeikommissar von Versailles zu Beginn der Herrschaft von Ludwig XIV. nur etwa 50 Unterkünfte mit möblierten Zimmern bekannt, waren es im Jahr 1724 bereits über 400. Für die Einwohner der Stadt wurde die Vermietung von Wohnräumen zu einem wichtigen Nebenerwerb. Des Weiteren entstanden über 150 Wirtshäuser in Versailles.
Der Straßenfächer wurde zum Grundgerüst der Stadt Versailles, um das herum ein regelmäßiges Straßenraster mit repräsentativen Stadtplätzen angelegt wurde. Es entstanden in regelmäßiger Architektur Adelspaläste, Behausungen der Hofbediensteten, Kirchen und Märkte.
Am 19. September 1783 fand vom Schloss Versailles aus der erste Flug eines Heißluftballons mit Passagieren statt. Ein Hammel, ein Hahn und eine Ente überlebten die zwölf Minuten lange Fahrt auf der Montgolfière.

### Französische Revolution

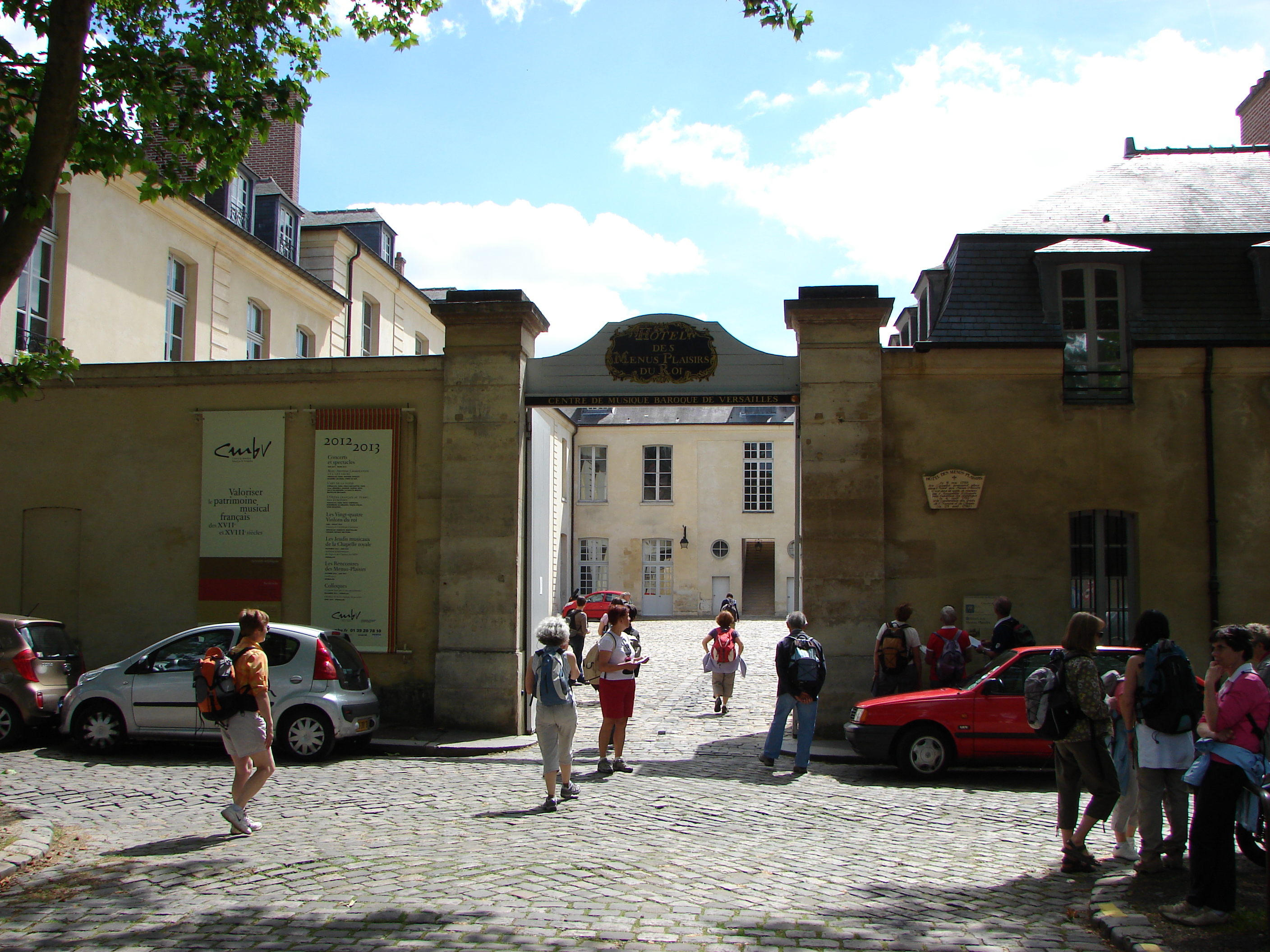
Hôtel des Menus Plaisirs, Versammlungsort der Generalstände

In der Anfangsphase der Französischen Revolution kam Versailles eine wichtige Rolle zu. Der französische König Ludwig XVI. berief die Generalstände in die Stadt ein, um sich angesichts eines Staatsbankrotts neue Steuern bewilligen zu lassen. Die Versammlung trat am 5. Mai 1789 im Hôtel des Menus Plaisirs zusammen. Dieses Gebäude war um die Mitte des 18. Jahrhunderts errichtet worden. Es diente normalerweise der Lagerung von Theaterkulissen, Mobiliar und sonstigen Utensilien, die für höfische Festlichkeiten im Schloss benötigt wurden. Im Gegensatz zum Schloss verfügte das Hôtel des Menus Plaisirs über genügend große Räumlichkeiten für die Aufnahme der 1200 Ständevertreter. Zu diesen kamen noch Zuschauer hinzu. In diesem Sitzungssaal erklärte sich am 17. Juni 1789 der dritte Stand zur Nationalversammlung. Nachdem der König der Nationalversammlung jedoch den Zutritt in das Hôtel des Menus Plaisirs verweigert hatte, versammelte sich diese am 20. Juni 1789 im nahe gelegenen Ballhaus, einer Sporthalle. Dort verkündeten die Vertreter, nicht eher auseinanderzugehen, bis eine Verfassung ausgearbeitet worden sei.

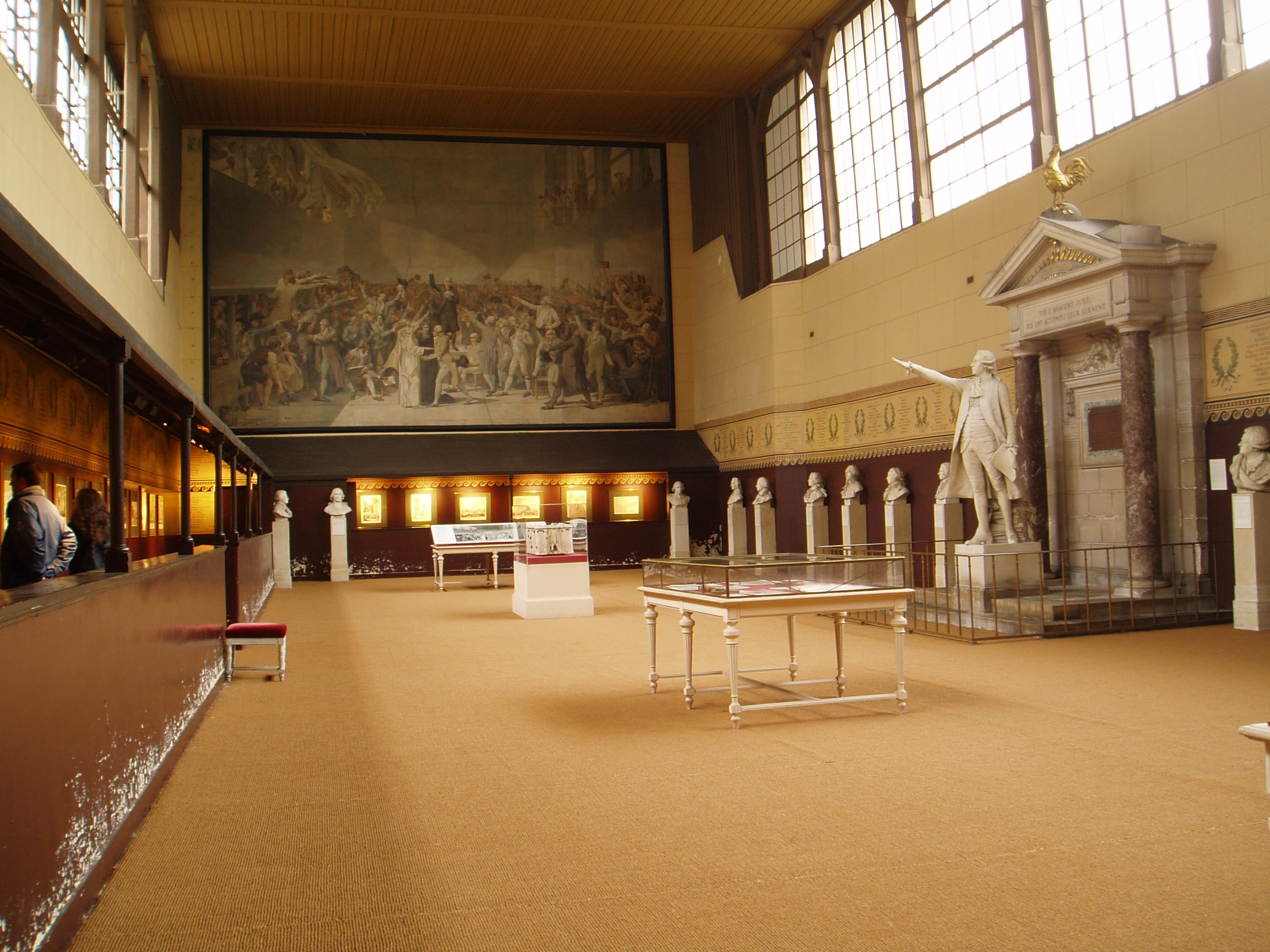
Innenansicht des Ballhauses

Die Französische Revolution beendete noch im selben Jahr den Status von Versailles als Residenz- und Regierungssitz: Am 5. Oktober 1789 erreichte ein Protestzug der Pariser Marktfrauen das Schloss von Versailles. Die versammelte Menschenmenge wollte den König zur Annahme der Beschlüsse der Nationalversammlung bewegen und ihrer Forderung nach einer besseren Brotversorgung Gehör verschaffen. Am Morgen des 6. Oktober stürmten die Demonstrierenden das Schloss und zwangen den König letztlich zum Umzug nach Paris. Am 12. Oktober 1789 verlegte auch die Nationalversammlung ihren Sitz von Versailles nach Paris. Der Bedeutungsverlust von Versailles spiegelte sich in der Einwohnerzahl wider. Lebten 1789 noch etwa 60.000 Menschen in der Stadt, waren es 1791 nur noch 39.000 Einwohner.

### 19. und 20. Jahrhundert

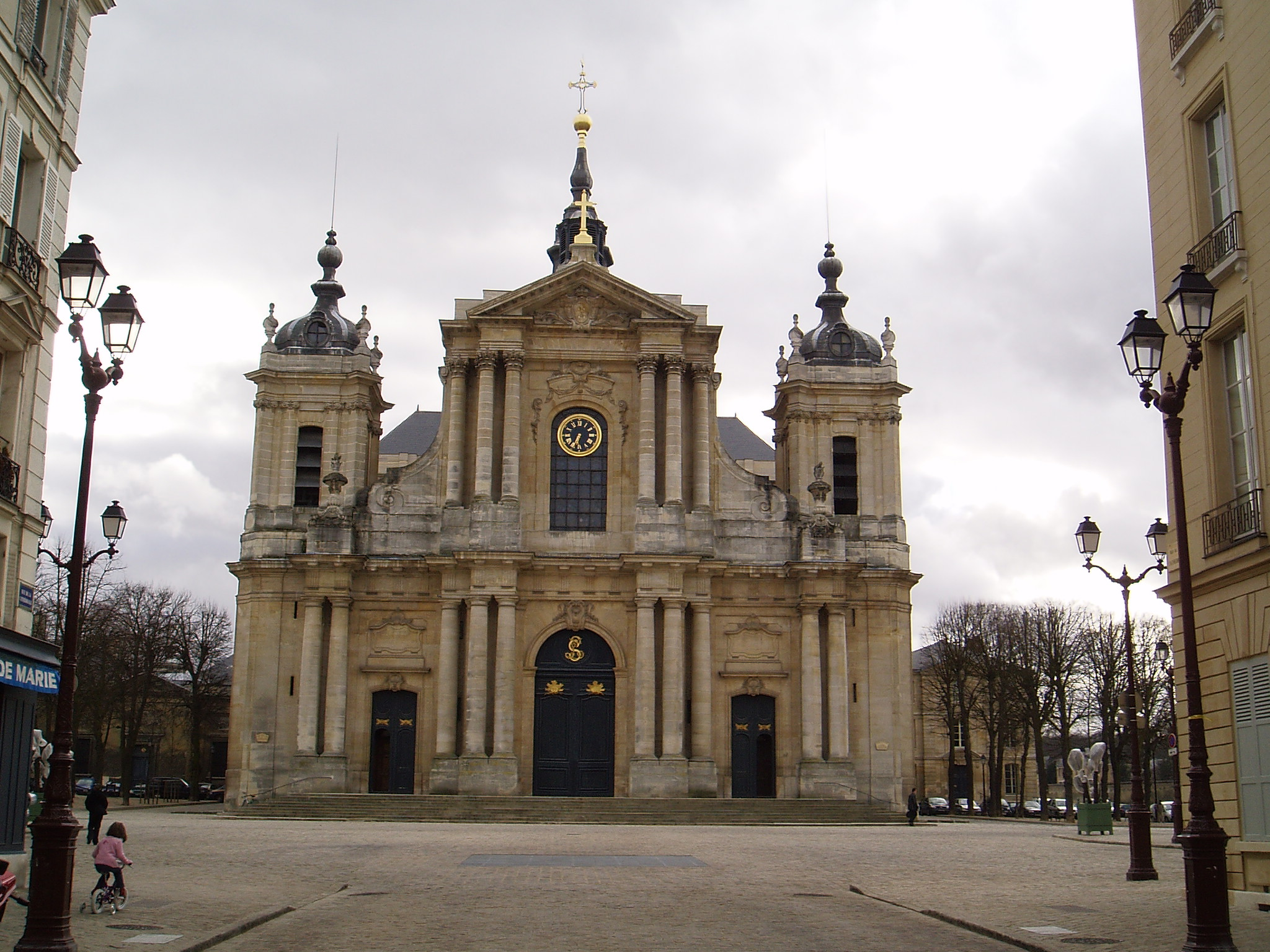
Kathedrale Saint-Louis, Fassade

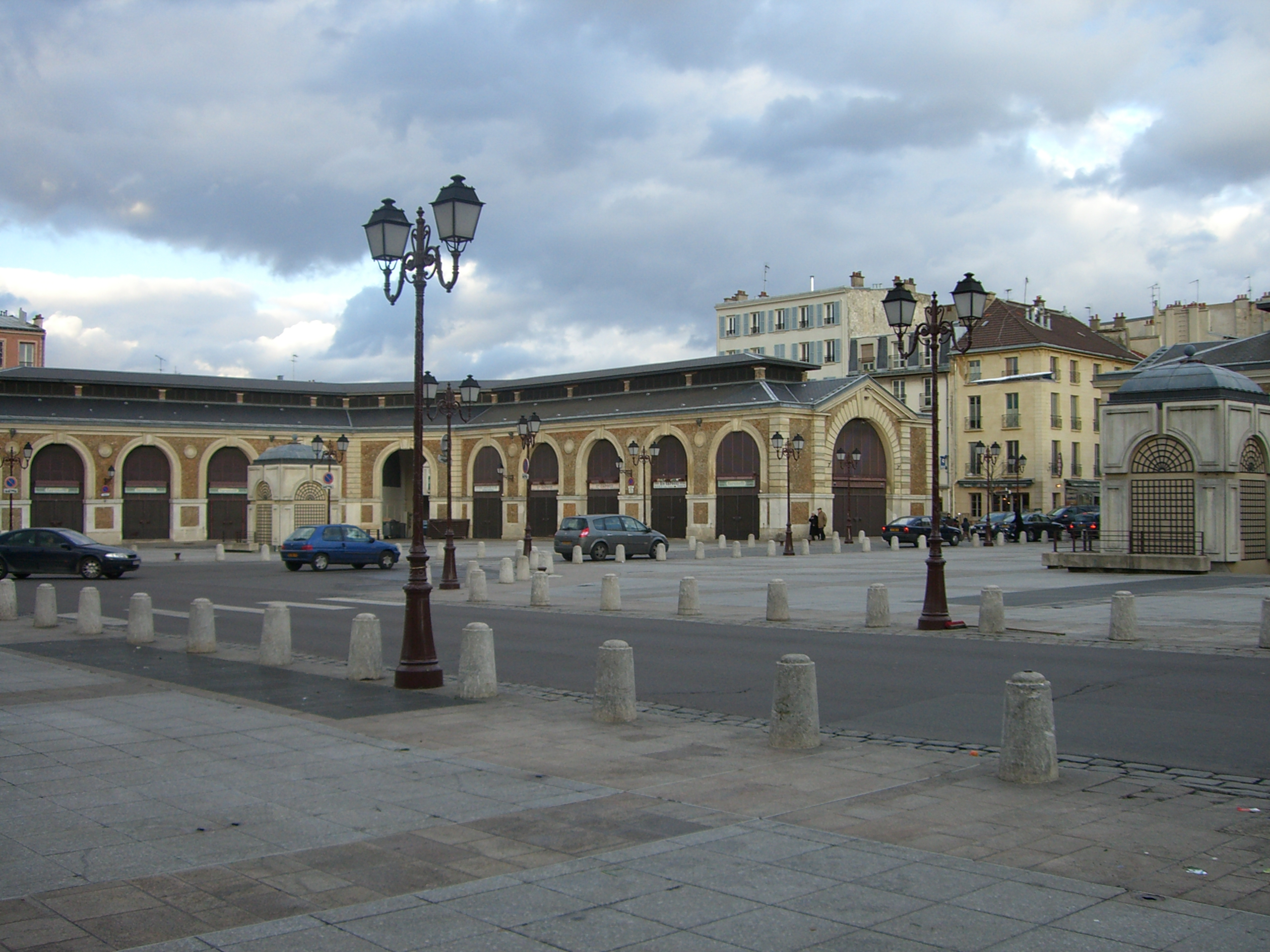
Der Marktplatz im Viertel Notre-Dame

Versailles im Jahr 1746. Links der Schlosspark, im rechten Viertel die Stadt

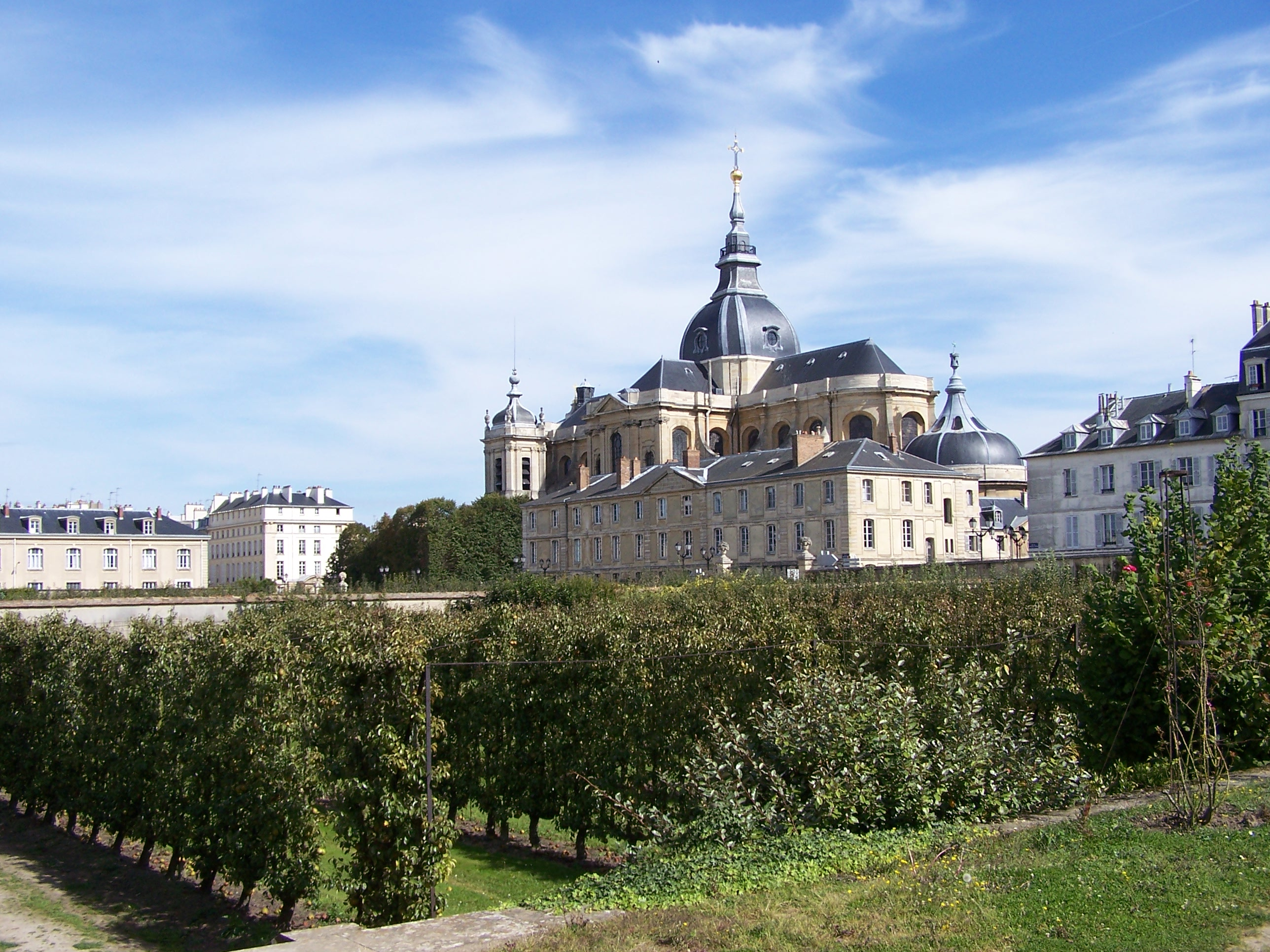
Blick über den Potager du roi (königlicher Gemüsegarten) auf die Kathedrale Saint-Louis

1801 wurde Versailles Sitz des gleichnamigen neuen Bistums.
Am 1. Juli 1815 fand in Versailles ein Gefecht im Rahmen der Befreiungskriege zwischen Preußen und Franzosen statt.
Am 18. Januar 1871 ließ sich der preußische König Wilhelm I. in Versailles zum Deutschen Kaiser ausrufen. Nach dem Ersten Weltkrieg kam es dort zum Friedensvertrag von Versailles.
Das große Unwetter vom 26. Dezember 1999 verwüstete den Park, worauf ein umfangreiches Programm gestartet wurde, das die ursprüngliche Bepflanzung in ihrer Anordnung aus dem 17. Jahrhundert wiederherstellen sollte.

## Politik

### Wappen
Blasonierung: „Unter silbernem Schildhaupt, darin ein wachsender doppelköpfiger Hahn in natürlichen Farben, in Blau drei goldene Lilien (2:1)“

### Partnerstädte
Versailles hat im Laufe der Zeit enge Beziehungen zu den Städten Nara (Japan), Gießen (Deutschland), Puschkin (Russland), Canberra (Australien) und Taipeh (Republik China (Taiwan)) entwickelt; mit Potsdam (Deutschland) pflegt Versailles eine Städtepartnerschaft.

## Wirtschaft und Infrastruktur

### Verkehr
Versailles hat eine Ausfahrt an der Autoroute A 13. Die Route nationale 10 zur spanischen Grenze durchquerte bis 2006 Versailles. Von dieser zweigten in Versailles die Route nationale 184, 185 und 186 ab. Es gibt mehrere Bahnhöfe, darunter den Durchgangsbahnhof Versailles-Chantiers mit etwa 65.000 Fahrgästen am Tag, den Bahnhof Versailles-Rive Gauche der RER C aus Paris nahe dem Schloss sowie Versailles-Rive Droite der Transilien . Zwischen 1876 und 1957 verkehrte in Versailles außerdem eine Straßenbahn.

### Wirtschaft
Versailles ist Standort von Unternehmen wie Nexter, Renault Trucks (Militärfahrzeuge), Citroën und Blizzard Entertainment.

### Bildung und Forschung
In Versailles befindet sich die Universität Versailles mit über 10.000 Studenten.

### Militär
Besonders im südlichen Ortsteil Satory befinden sich zahlreiche militärische Einheiten, wie das 5. Pionierregiment, eine Einheit der Gendarmerie nationale mit gepanzerten Fahrzeugen sowie die Groupe d’intervention de la gendarmerie nationale (GIGN).